# Biñan
Biñan è una municipalità di prima classe delle Filippine, situata nella provincia di Laguna, nella Regione del Calabarzon.
Biñan è formata da 24 barangay:
- Biñan (Poblacion)
- Bungahan
- Canlalay
- Casile
- De La Paz
- Ganado
- Langkiwa
- Loma
- Malaban
- Malamig
- Mampalasan
- Platero

- Poblacion
- San Antonio
- San Francisco (Halang)
- San Jose
- San Vicente
- Santo Domingo
- Santo Niño
- Santo Tomas (Calabuso)
- Soro-soro
- Timbao
- Tubigan
- Zapote